# Cichlasoma

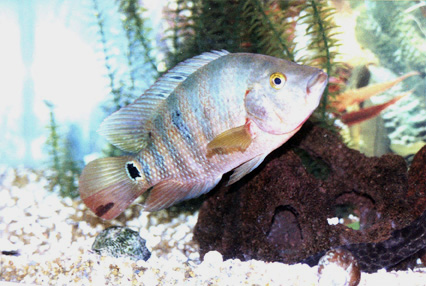
Cichlasoma urophthalmus

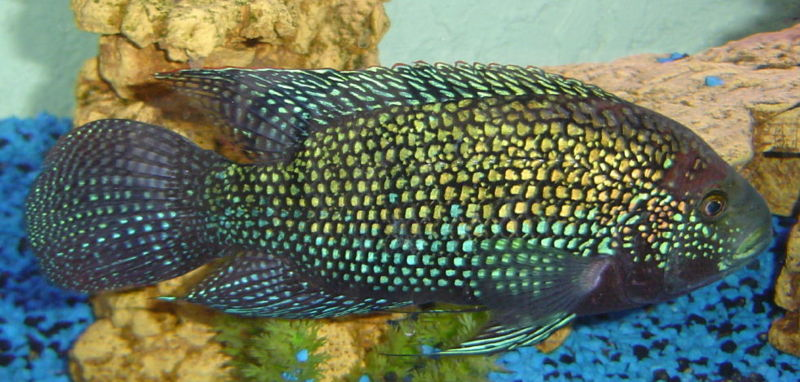
Cichlasoma octofasciata

Cichlasoma és un gènere de peixos de la família dels cíclids i de l'ordre dels perciformes.

## Distribució geogràfica
Es troba a Sud-amèrica.

## Taxonomia
- Cichlasoma aguadae (Hubbs, 1936)[3]
- Cichlasoma alborum (Hubbs, 1936)
- Cichlasoma amarum (Hubbs, 1936)[4]
- Cichlasoma amazonarum  (Kullander, 1983)
- Cichlasoma araguaiense (Kullander, 1983)
- Cichlasoma atromaculatus  (Regan, 1912)[5]
- Cichlasoma autochthon (Günther, 1862)
- Cichlasoma beani (Jordan, 1889)
- Cichlasoma bimaculatum (Linnaeus, 1758)
- Cichlasoma bocourti (Vaillant i Pellegrin, 1902)
- Cichlasoma boliviense (Kullander, 1983)
- Cichlasoma cienagae (Hubbs, 1936)
- Cichlasoma conchitae (Hubbs, 1936)
- Cichlasoma dimerus (Heckel, 1840)[6]
- Cichlasoma ericymba (Hubbs, 1938)
- Cichlasoma facetum (Jenyns, 1842)
- Cichlasoma festae (Boulenger, 1899)[7]
- Cichlasoma geddesi (Regan, 1905)[8]
- Cichlasoma gephyra (Eigenmann, 1922)
- Cichlasoma grammodes (Taylor i Miller, 1980)
- Cichlasoma istlanum (Jordan i Snyder, 1899)
- Cichlasoma mayorum (Hubbs, 1936)[9]
- Cichlasoma mento (Vaillant i Pellegrin, 1902)
- Cichlasoma microlepis (Dahl, 1960)
- Cichlasoma nigrofasciatum
- Cichlasoma octofasciata (Regan, 1903)
- Cichlasoma orientale (Kullander, 1983)[10]
- Cichlasoma orinocense (Kullander, 1983)
- Cichlasoma ornata (Regan, 1905)
- Cichlasoma paranaense (Kullander, 1983)
- Cichlasoma portalegrensis (Hensel, 1870)[11]
- Cichlasoma pusillum (Kullander, 1983)
- Cichlasoma ramsdeni (Fowler, 1938)[12]
- Cichlasoma salvini (Günther, 1862)[13]
- Cichlasoma sanctifranciscense (Kullander, 1983)
- Cichlasoma scitulum (Rican i Kullander, 2003)
- Cichlasoma stenozonum (Hubbs, 1936)[14]
- Cichlasoma taenia (Bennett, 1831)
- Cichlasoma tembe (Casciotta, Gómez i Toresanni, 1995)
- Cichlasoma trimaculatum (Günther, 1867)[15]
- Cichlasoma troschelii (Steindachner, 1867)
- Cichlasoma ufermanni (Allgayer, 2002)[16]
- Cichlasoma urophthalmus (Günther, 1862)
- Cichlasoma zebra (Hubbs, 1936)[17][18][19][20][21][1][22][23][24]